# Karl Paul Bellinghausen Zínzer
Karl Paul Bellinghausen Zínzer (Ciudad de México, 3 de octubre de 1954 - 17 de mayo de 2017), también conocido como Karl Bellinghausen fue un musicólogo, pianista, historiador y autor de varios libros.

## Biografía
Hijo de María Teresa Zinser y Karl Bellinghausen, este último hijo de Hermann Bellinghausen, un cocinero de origen alemán que trabajó para Porfirio Díaz en el Castillo de Chapultepec y después fundó el restaurante La culinaria al que luego renombró Bellinghausen.
El poeta Hermann Bellinghausen, hermano de Karl, cuenta en el texto "Acerca de mi hermano" que su abuelo materno, Juan Zínser formó parte del Coro Alemán de la Ciudad de México alrededor de 1880, lo cual explica la cultura musical de la madre y la educación de Karl, quien dirigió el Conservatorio Nacional de Música en la Ciudad de México de octubre de 2010 a agosto de 2012, institución donde también fue profesor. Fue un investigador de la música nacional de México de los siglos XVIII y XIX; sobre este trabajo, la exsecretaria de Cultura de México, María Cristina García Cepeda, dijo que "Sus investigaciones de la música mexicana de los S.XVIII y XIX, (son) claves para nuestra historia sonora".

### Estudios
En 1962, cuando tenía ocho años, ingresó a la Escuela Nacional de Música para estudiar violoncello, allí fue compañero de la chelista mexicana Jimena Giménez Cacho. En 1976, comenzó a estudiar piano en el Conservatorio Nacional de Música donde fue alumno de Jorge Medina que le impartió la materia Dirección coral.

### Docencia
Fue profesor de las materias Historia de la música, Introducción a la música e Introducción a la musicología en el Conservatorio Nacional de Música. En 1979 participó en la creación de la licenciatura en Musicología en el Conservatorio Nacional de Música donde fue profesor del flautista Horacio Franco. También fue maestro fundador del Conservatorio de Música del Estado de México en 1991.

### Investigación
Fue miembro del Centro Nacional de Investigación, Documentación e Información Musical Carlos Chávez (CENIDIM) donde al morir trabajaba en el proyecto "Simphonie für grosses Orchester de Leopold Langwára". Realizó investigaciones sobre el Himno Nacional de Mexicano del cual recuperó 14 de las partituras musicales que fueron escritas para acompañar el texto de Francisco González Bocanegra en el concurso convocado para crear el himno.

### Publicaciones
Bellinghausen fue colaborador de la revista Heterofonía, para la cual editó dos obras de Manuel de Sumaya; tradujo al español Anita, ópera de Melesio Morales, escrita originalmente en italiano, obra que montó por primera vez en 1987 en el Conservatorio Nacional de Música, pues su autor nunca pudo hacerlo.

### Libros
- Compilación de Canciones para voz y piano de Melesio Morales, México, 1992,  Ed. CONACULTA, INBA y CENIDIM.
- Melesio Morales, Catálogo de música, México, 1999, INBA, CENIDIM, CONACULTA.
- Más sí osare un extraño enemigo ...: CL aniversario del Himno Nacional Mexicano, antología conmemorativa, México, 2004, Secretaría de Cultura de la Ciudad de México.
- En la revista Signos. José Manuel Aldama,Vida y obra, Ciudad de México, 1989, INBA Dirección de Investigación y Documentación de las Artes.